# Akshata Murthy
Akshatā Nārāyan Murthy / ʌkʃʌt̪ɑː nɑːˈrɑːjɐɳɐ muːrt̪i / (Hubli, 25 de abril de 1980) es una empresaria y diseñadora de moda india radicada en Gran Bretaña.
Murty es hija de NR Narayana Murthy, fundador de la multinacional india de TI Infosys, y de la escritora Sudha Murthy. Tiene una participación del 0,93% en Infosys, lo que la convierte en una de las mujeres más ricas del Reino Unido, junto con las acciones que posee de otras empresas del Reino Unido.

## Biografía
Murty nació en Hubli, India y fue criada por sus abuelos maternos cuando su padre, NR Narayana Murthy, y su madre, Sudha Murty, trabajaron para lanzar su empresa de tecnología, Infosys. Su madre fue la primera mujer ingeniera en trabajar para el fabricante de automóviles más grande de la India en ese momento, y ahora es filántropa.
Según una fuente anónima, Murty tuvo una educación de clase media comparativamente sencilla en Jayanagar, un suburbio de Bangalore, sin fiestas de cumpleaños ni mucho dinero en el bolsillo.
Murty asistió a una escuela para chicas, Baldwin Girls' High School, en Bangalore, y después estudió economía y francés en Claremont McKenna College en California. Tiene un diploma en fabricación de ropa del Fashion Institute of Design & Merchandising, y una Maestría en Administración de Empresas de la Universidad de Stanford, lugar en el que conoció a Rishi Sunak, su actual esposo.
Tiene un hermano, Rohan Murty.

## Trayectoria
En 2007, Murty se unió a la firma holandesa de tecnología limpia Tendris como directora de marketing, donde trabajó durante dos años, antes de lanzar su propia firma de moda. Su marca de moda cerró en 2012. En 2013, se convirtió en directora del fondo de capital riesgo Catamaran Ventures. Cofundó, con su esposo Rishi Sunak, la sucursal londinense de la firma india propiedad de su padre, NR Narayana Murthy. Sunak le transfirió sus acciones poco antes de ser elegido diputado conservador por Richmond en 2015. Desde 2015, posee una participación del 0,91% o 0,93% de la empresa de tecnología de su padre, Infosys, valorada en alrededor de 700 millones de libras en abril de 2022, y participa en dos de los negocios de restaurantes de Jamie Oliver, Wendy's en India y Koro Kids.
Es directora de Digme Fitness y de la empresa de transformación digital Soroco, cofundada por su hermano Rohan Murty.

## Vida personal

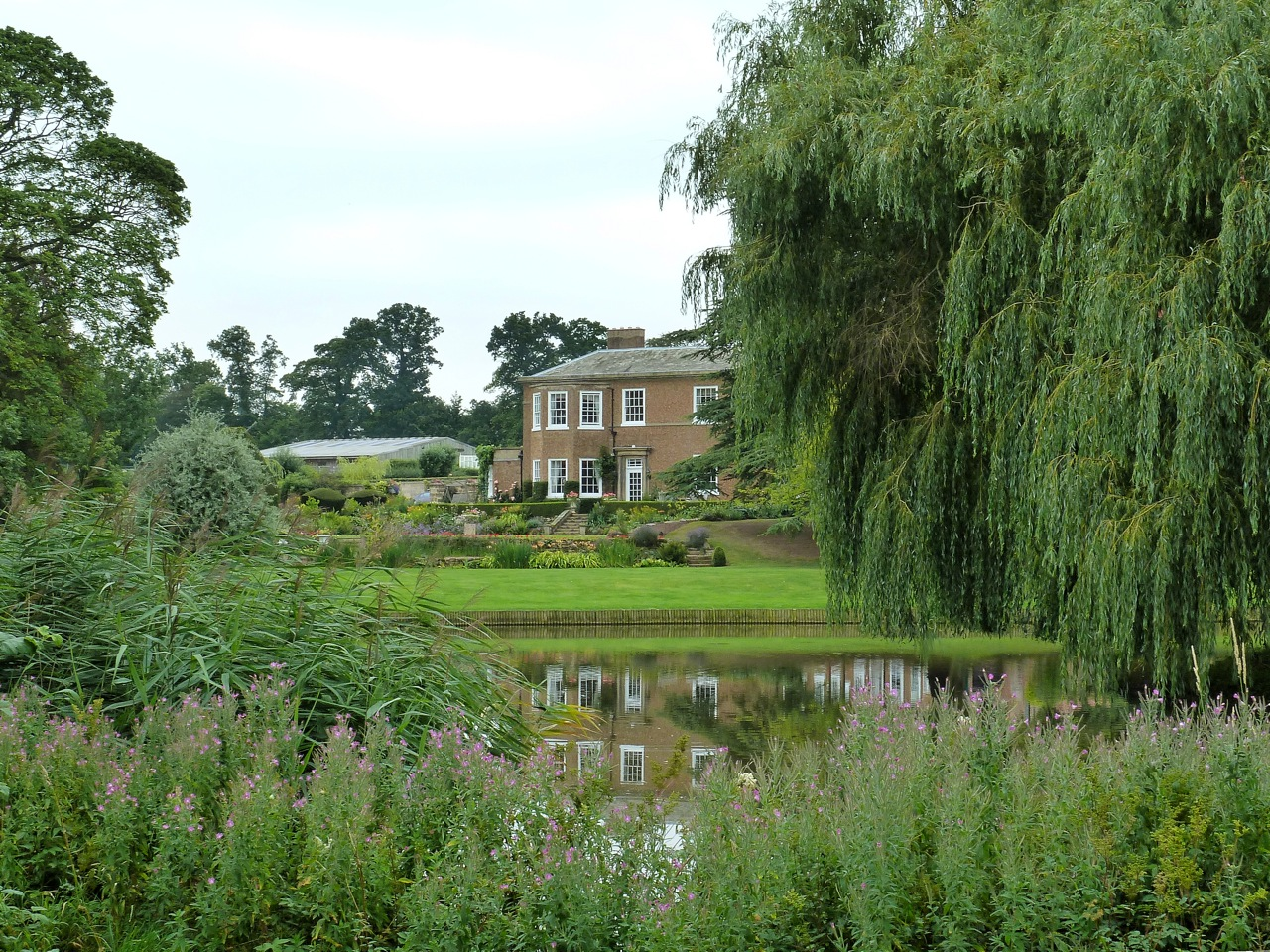
Kirby Sigston Manor, Yorkshire del Norte

Murty es ciudadana de la India. En agosto de 2009, Murty se casó con Rishi Sunak, a quien conoció en la Universidad de Stanford. Tienen dos hijas, Anoushka y Krishna. Son dueños de Kirby Sigston Manor en el pueblo de Kirby Sigston, North Yorkshire, así como de una casa de caballerizas en Earl's Court en el centro de Londres, un piso en Old Brompton Road, South Kensington, y un ático en Ocean Avenue en Santa Mónica (California). En abril de 2022, se hizo público que Sunak y Murty se habían mudado del 11 de Downing Street a una casa recientemente renovada en el oeste de Londres.
En abril de 2022 se informó que es residente no domiciliada en el Reino Unido, lo que le da derecho a no pagar impuestos sobre sus ingresos obtenidos fuera de Gran Bretaña, sujeto a un pago anual de 30 000 libras esterlinas. Murty anunció que renunciaría a su condición de no domiciliada y pagaría voluntariamente los impuestos del Reino Unido sobre sus ingresos mundiales. Si Murty paga impuestos del Reino Unido sobre sus ingresos mundiales, pero conserva su estatus de no domiciliaria, puede beneficiarse de una disposición de un tratado de 1956 que fue diseñado para ayudar a evitar la doble imposición de los ciudadanos indios en la India y en el Reino Unido.
Está casada con el actual primer ministro británico y líder del Partido Conservador, Rishi Sunak. Murty y Sunak están situadas en la posición 222 del listado de personas más ricas de Gran Bretaña, con una fortuna combinada de £ 730 millones en 2022. Su riqueza personal se convirtió en el tema de discusión de los medios británicos en el contexto de su situación de personas no domiciliadas en el Reino Unido.